# Tawangagung
Tawangagung is een bestuurslaag in het regentschap Malang van de provincie Oost-Java, Indonesië. Tawangagung telt 2802 inwoners (volkstelling 2010).